# 上原綾
上原 綾（うえはら りょう、1985年2月14日 - ）は、日本のヌードモデル。

## 人物・プロフィール
- 出身地：東京都
- 身長：157cm
- スリーサイズ：B86cm、W57cm、H82cm
- 血液型：B型
- 趣味・特技：ネイルアート、ピアノ

## 略歴
2003年10月、デジタル写真集「PRIVATE-AYAー」にてデビュー。殆どの作品では名前の読みが「うえはら　りょう」となっているが、一部のデジタル写真集では「うえはら　あや」となっている。

なお、「乙姫 〜Precious 女子校生 10〜 第1章」というアダルトビデオに出演している上原綾は別人。

## 作品

### イメージビデオ
- 裸体 上原綾 [DVD]（2003年12月25日、シャッフル）
- 透エロ 〜もしも、あのコの服が透けたら〜 上原綾（2005年1月1日、MOODYZ）
- EROTICA 9（2005年4月15日、バウハウス)

### 写真集
- 上原綾 ファースト写真集「Ryo shows*off!」（2004年2月9日、アクアハウス） ISBN 4-86046-077-4

### デジタル写真集
- 素人写真集「PRIVATE-AYA-」（2003年10月24日、LEVEL4）
- 上原綾写真集「台湾SEX」（2004年1月16日、LEVEL4）
- 上原綾 デジタル写真集「RED ZONE」（2004年5月15日、LEVEL4）
- 上原綾 デジタル写真集「濡れ肌」（2004年5月15日、LEVEL4）
- 上原綾 デジタル写真集「Virgin Beat」（2004年5月22日、LEVEL4）
- 上原綾 デジタル写真集「オアシス」（2004年6月10日）
- ＠ｍｉｓｔｙ はだか館デジタル写真集 上原綾（上巻）（2004年6月10日）
- ＠ｍｉｓｔｙ はだか館デジタル写真集 上原綾（下巻）（2004年6月10日）
- 上原綾 デジタル写真集「R指定」（2004年6月12日、LEVEL4）
- 上原綾 デジタル写真集「ナマ撮り」（2004年7月8日）
- 上原綾 デジタル写真集「Watch Out」（2004年7月22日）
- 上原綾 デジタル写真集「Exhibitionist's Girl」（2004年10月14日）
- 上原綾 デジタル写真集Vol．2（2004年10月28日）
- 上原綾 デジタル写真集Vol．3（2004年11月11日）
- 上原綾 デジタル写真集Vol．4（2004年11月25日）